# Quinta dos Castro

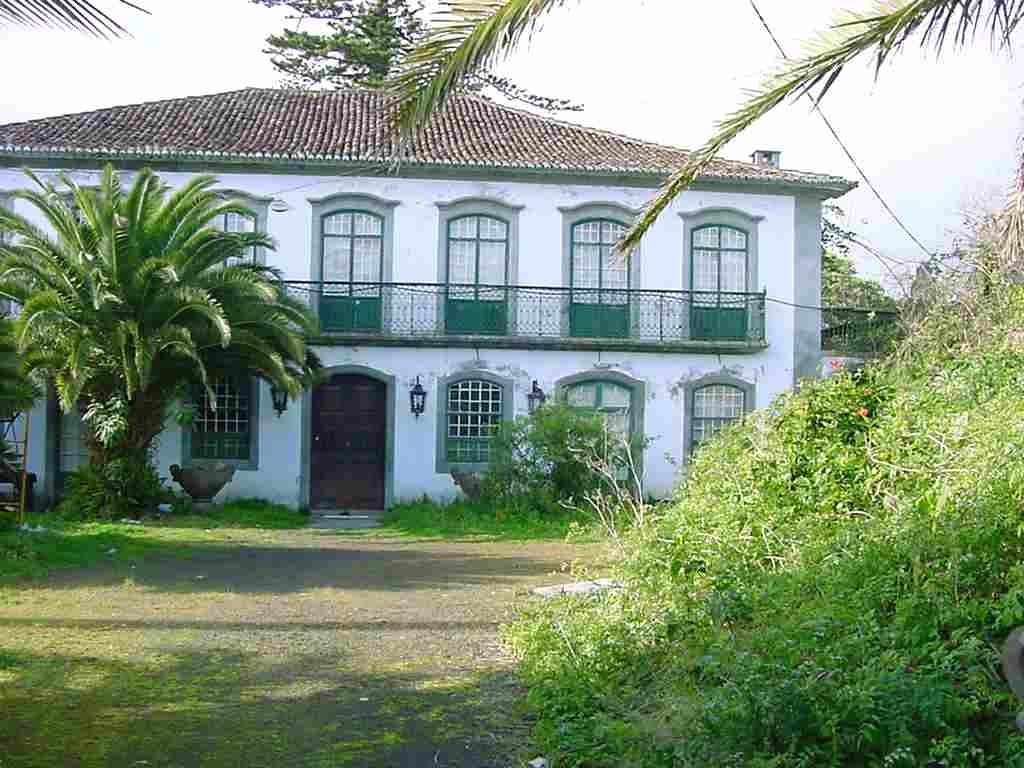
Solar dos Castro, fachada

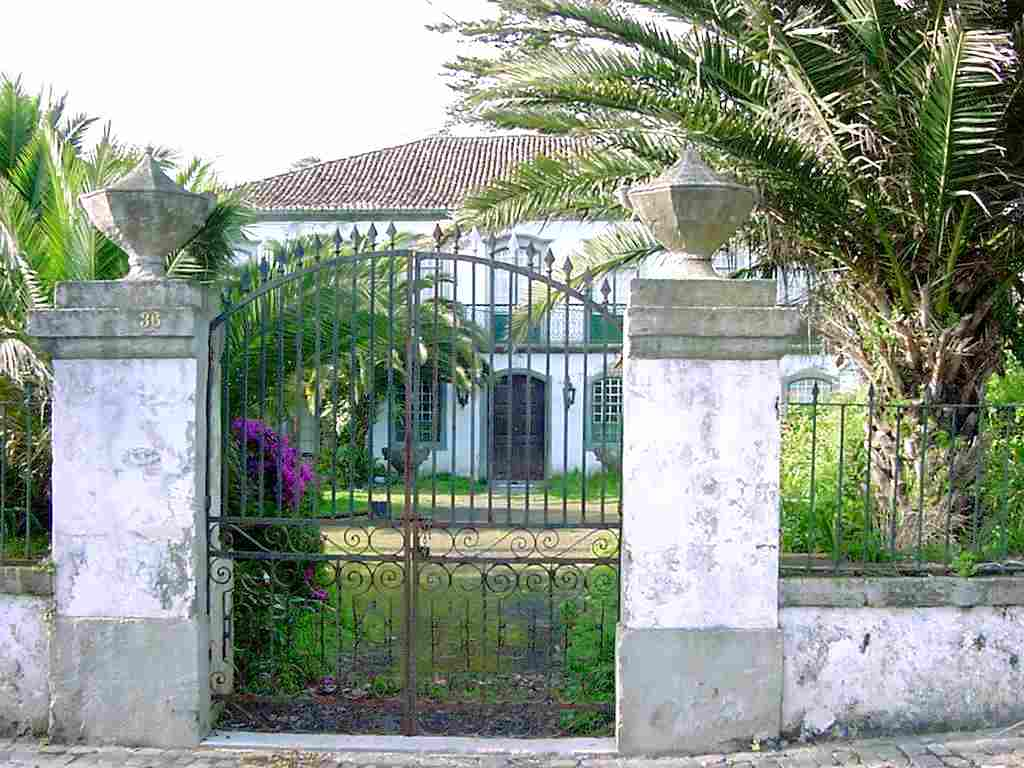
Solar dos Castro, portões

A Quinta dos Castro é uma quinta portuguesa localizada na freguesia de São Pedro, município de Angra do Heroísmo, Ilha Terceira, Açores.
Esta quinta é dotada de um solar, a Casa de Henrique Castro, que foi, ao longo dos séculos, residência da família Castro. Encontra-se próximo da Quinta da Estrela, da Quinta dos Parreira, da Quinta do Leão e da Zona Balnear da Poça dos Frades.
O solar encabeça uma propriedade agrícola com apreciáveis dimensões e tem um jardim onde se destacam plantas de cariz exótico.
O edifício destaca-se pelo seu aspecto senhorial e pela sua fachada de excelente cantaria.
A Casa de Henrique Castro encontra-se classificada como Imóvel de Interesse Público pela Resolução do Presidente do Governo Regional n.º 219/1998, JORAA, 1.ª série, n.º 45 de 05 novembro 1998.